# Distrito de Longuita
El distrito peruano de Longuita es uno de los veintitrés distritos de la Provincia de Luya, ubicado en el Departamento de Amazonas, en el norte del Perú. Limita por el norte con el distrito de Colcamar; por el este con el distrito de Tingo; por el sur con el distrito de María y por el oeste con el distrito de Pisuquía.
Desde el punto de vista jerárquico de la Iglesia católica forma parte de la Diócesis de Chachapoyas.

## Historia
El distrito fue creado el 14 de noviembre de 1944 mediante Ley N.º 10009, en el primer gobierno del Presidente Manuel Prado Ugarteche.

## Geografía
Abarca una superficie de 57,91 km² y tiene una población estimada mayor a 900 habitantes. 
Su capital es el pueblo de Longuita ubicado a 2 800 m s. n. m.

### Pueblos y caseríos del distrito de Longuita
| - Longuita - Corral Pampa - Hualac - Llaucán | - Huiquilla - El Tambo - Choctamal |

Todos los pueblos y caseríos del Distrito de Longuita están ubicados en la montaña alta.

## Autoridades

### Municipales
- 2015 - 2018[2]
  - Alcalde: Lliner Alfonso Tuesta Servan, de Sentimiento Amazonense Regional.
  - Regidores:

  1. William Zelada Torres (Sentimiento Amazonense Regional)
  2. Reynaldo Chávez Melendez (Sentimiento Amazonense Regional)
  3. Aguildo Cayo Cruz Arista (Sentimiento Amazonense Regional)
  4. Marisantos Cuipal Chávez (Sentimiento Amazonense Regional)
  5. Llanelita Celmira Tuesta Portocarrero (Movimiento Regional Fuerza Amazonense)

El distrito de Longuita pertenece a la parroquia del Distrito de Magdalena (Chachapoyas).

## Turismo
- La fortaleza de Kuélap se encuentra a 14 km por carretera.
- Laguna de Cucha Cuella.
- Laguna de Changali

## Fiestas patronales
Las fiestas patronales de la capital Longuita se celebran del 4 al 10 de octubre, las fiestas de Virgen de dolores.
Como comidas típicas se conoce el Purtumote, el Mote, el Locro, el cuy con papas y el picante de chocho, el dulce de frejol entre otros.